# Strepsichlora costipicta
Strepsichlora costipicta är en fjärilsart som beskrevs av W. Warren 1912. Strepsichlora costipicta ingår i släktet Strepsichlora och familjen mätare. Inga underarter finns listade i Catalogue of Life.